# Strychnos leenhoutsii
Strychnos leenhoutsii är en tvåhjärtbladig växtart som beskrevs av Tirel. Strychnos leenhoutsii ingår i släktet Strychnos och familjen Loganiaceae. Inga underarter finns listade i Catalogue of Life.